# Jack White
John Anthony "Jack" White (nhũ danh Gillis; sinh ngày 9 tháng 7 năm 1975) là một nhạc sĩ, ca sĩ kiêm sáng tác nhạc, nhà sản xuất thu âm và diễn viên người Mỹ. Anh được biết đến là ca sĩ và ghita chính của ban nhạc The White Stripes. Anh cũng gặt hái thành công ở một số ban nhạc khác và trên vai trò nghệ sĩ đơn ca. Ngày 24 tháng 4 năm 2012, White phát hành album đơn ca đầu tiên của mình Blunderbuss, sau đó phát hành album thứ hai Lazaretto vào ngày 10 tháng 6 năm 2014. Cả hai đều nhận được đánh giá phê bình và thương mại tích cực.